# Хайнрих I (Ортенбург)
Вижте пояснителната страница за други личности с името Хайнрих I.
Хайнрих I фон Ортенбург (на немски: Heinrich I von Ortenburg; † 15 февруари 1241) e граф на Ортенбург от 1186 до 1241 г. и граф на Мурах (1186 – 1238).

## Биография
Той е най-малкото дете на пфалцграф Рапото I от Бавария от род Спанхайми († 1186) и Елизабет фон Зулцбах, дъщеря на граф Гебхард III фон Зулцбах († 1188) (брат на византийската императрица Берта фон Зулцбах) и съпругата му Матилде († 16 март 1183), дъщеря на баварския херцог Хайнрих IX.
Баща му има важно положение в Свещената Римска империя. На имперското събрание в Майнц през 1184 г. Хайнрих I и брат му Рапото II стават рицари на голямо тържество заедно със синовете на император Фридрих I Барбароса.
След смъртта на баща му през 1186 г. Хайнрих I и брат му управляват графството първо заедно. През 1188 г. те поделят наследството. Хайнрих I получава собственостите в Нордгау с Мурах и графството във Волфахтал с резиденцията Ортенбург. По-големият му брат Рапото II получава Графство Крайбург-Марквартщайн.
Хайнрих I участва в множество битки заедно с брат му Рапото II. През 1192 г. след обсадата на замъка му Ортенбург Хайнрих попада в плен на херцог Леополд от Австрия. Хайнрих и брат му гостуват на множество имперски, дворцови и държавни събрания на императорите, кралете и херцозите.
През 1206 г. Хайнрих I заедно с епископа на Пасау основава град Филсхофен на Дунав. През 1217 г. участва в петия кръстоносен поход в Палестина. От 1218 г. той е фогт на Св. Никола и от 1222 г. фогт на домкапител Пасау.
През 1230 г. Хайнрих заедно с брат му Рапото II е в свитата на император Фридрих II в Италия, за да участват в преговорите за сдобряването му с папа Григорий IX. Той увеличава собствеността си през 1223 и 1232 г. със земи и замъци до границата с Бохемия.
Между 1234 и 1236 г. граф Хайнрих I фон Ортенбург заедно с племенника му Рапото III и херцог Ото II от Бавария участва във война против херцог Фридрих II Бабенберг от Австрия. Император Фридрих II осъжда австрийския херцог. През 1237 г. императорът тръгва за Австрия с войска заедно с херцог Ото от Бавария и херцог Бернхард от Каринтия, граф Хайнрих и Рапото III фон Ортенбург. В началото на 1237 г. императорската войска превзема Виена, след бягството на херцог Фридрих в неговата крепост Винер Нойщат.
През 1238 г. той подарява земите около крепост Мурах на трите си по-малки синове и на втората си съпруга Рихгард.
Хайнрих I умира на 15 февруари 1241 г. Погребан е в капелата Св. Сикстус до катедралата на Пасау.

## Фамилия
Първи брак: с Божислава (Юта), принцеса от Бохемия († ок. 6 февруари 1237), дъщеря на бохемския крал Отокар I Пршемисъл († 1230) и Аделхайд фон Майсен († 1211). Имат пет деца:
- Елизабет († 1272), ∞ Гебхард IV († 1279), ландграф на Лойхтенберг
- Хайнрих II († 4 февруари 1257), граф на Ортенбург
- Агнес († между 1246 и 1256), ∞ граф Фридрих I (IV) фон Труендинген († 30 август 1274)
- Озана († 17 януари 1288), ∞ Конрад фон Еренфелс
- Анна (Кордула) († пр. 6 декември 1239) ∞ Фридрих I фон Труендинген

Втори брак: на 13 май 1237 г. се жени за Рихгард († 10 август 1266), маркграфиня фон Хоенбург, дъщеря на маркграф Диполд VII фон Хоенбург († 1225) и Матилда фон Васербург († сл. 1237). Имат три деца:
- Гебхард († 1275), граф на Ортенбург и граф на Мурах
- Рапото IV († 1296), граф на Ортенбург и граф на Мурах, ∞ Кунигунда, дъщеря на Дитхалмс фон Брукенберг
- Диполд († август 1285)